# Beinn Eighe
Beinn Eighe (pronunciat peɲˈe.ə ˈrˠuəs̪t̪axk moːɾ) és una de les muntanyes de la regió de Torridon de les Terres Altes d'Escòcia (Regne Unit). Forma una llarga cresta amb molts espolons i cims, dos dels quals estan classificats com munros. El nom Beinn Eighe ve del gaèlic escocès i significa 'muntanya de llima'.

## Contrafort triple
Un dels trets més famosos del Beinn Eighe és el circ de Coire Mhic Fearchair, sovint conegut senzillament com a "circ del contrafort triple" a la vista de tres grans característiques rocoses que dominen el paisatge. Hi ha moltes escalades que poden dur-se a terme en els contraforts, encara que les rutes senderistes també permeten ascendir als cims des del cap del circ.

## Black Carls
La travessia integral del Beinn Eighe hauria d'incloure creuar una sèrie de pinacles coneguts com els Black Carls, que proporcionen bones grimpades. No obstant això, la ruta més habitual és simplement creuar la secció central de la cresteria, col·leccionant així els dos munros.

## Reserva natural nacional
El costat nord del Beinn Eighe va ser la primera reserva natural nacional declarada en el Regne Unit. Té senderes marcades i un centre de visitants. Igualment, forma part del patrimoni natural de la Unió Europea com una reserva de la biosfera.
La reserva abasta una mescla d'erm, bosc i pantans, i alberga moltes criatures, incloent cérvols, àguiles reials i martes. En els pantans pot veure's una sorprenent varietat de libèl·lules. Quant a la flora, el Beinn Eighe conserva antics fragments de bosc de pineda caledoniana autòctona (Pinus sylvestris var. sylvestris). Els boscos humits són rics en molses i hepàtiques.

## Geologia
Geològicament, Beinn Eighe és inusual entre les muntanyes Torridon, en què el seu cim no està compost d'arenisca torridoniana precambriana, sinó de quarsita basàltica cambriana. Això dona al seu cim un to familiarment clar, que contrasta notablement amb els altres cims de la regió.

## Galeria

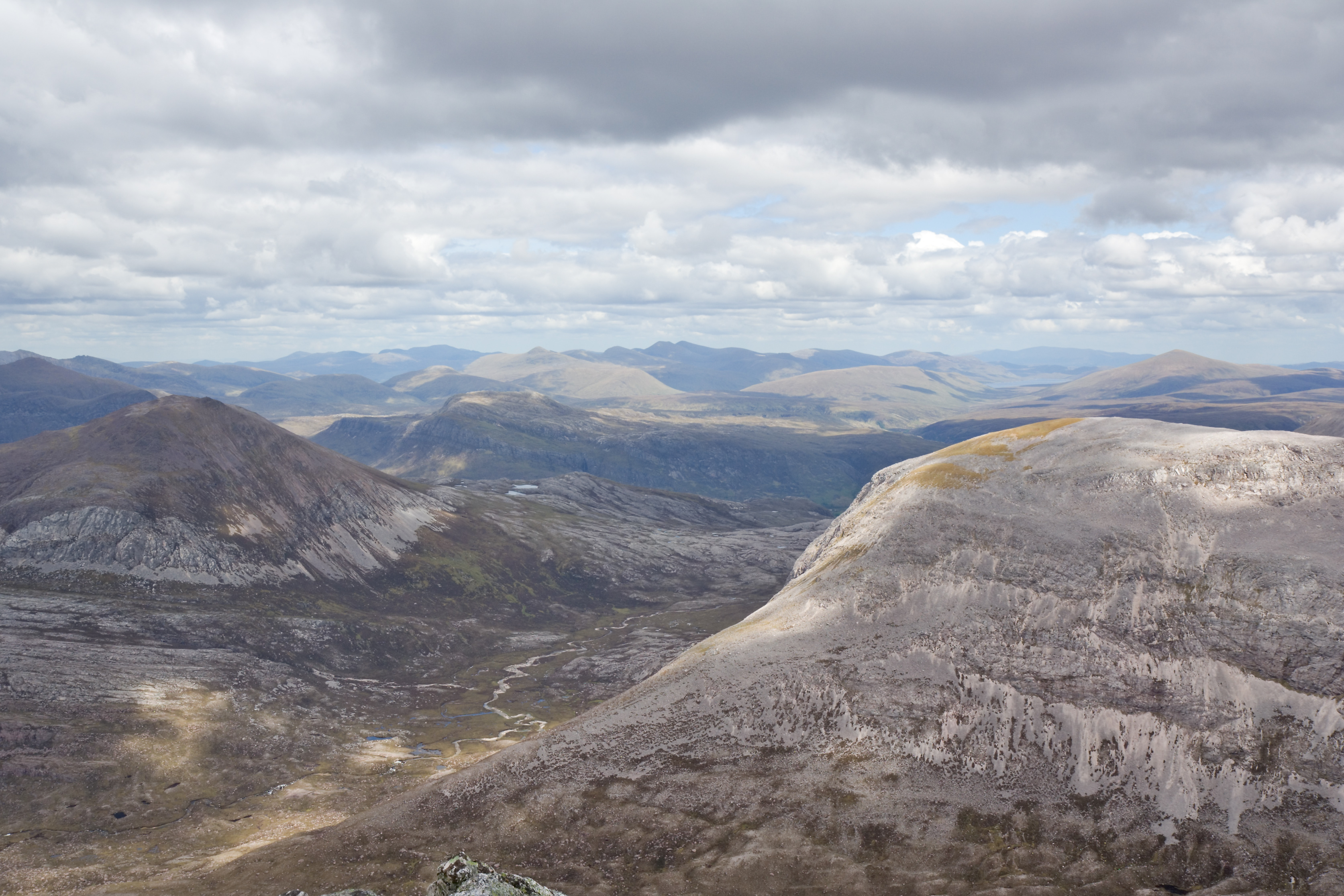
Vista des de l'alt de Ruadh-stac Mór cap al nord-est
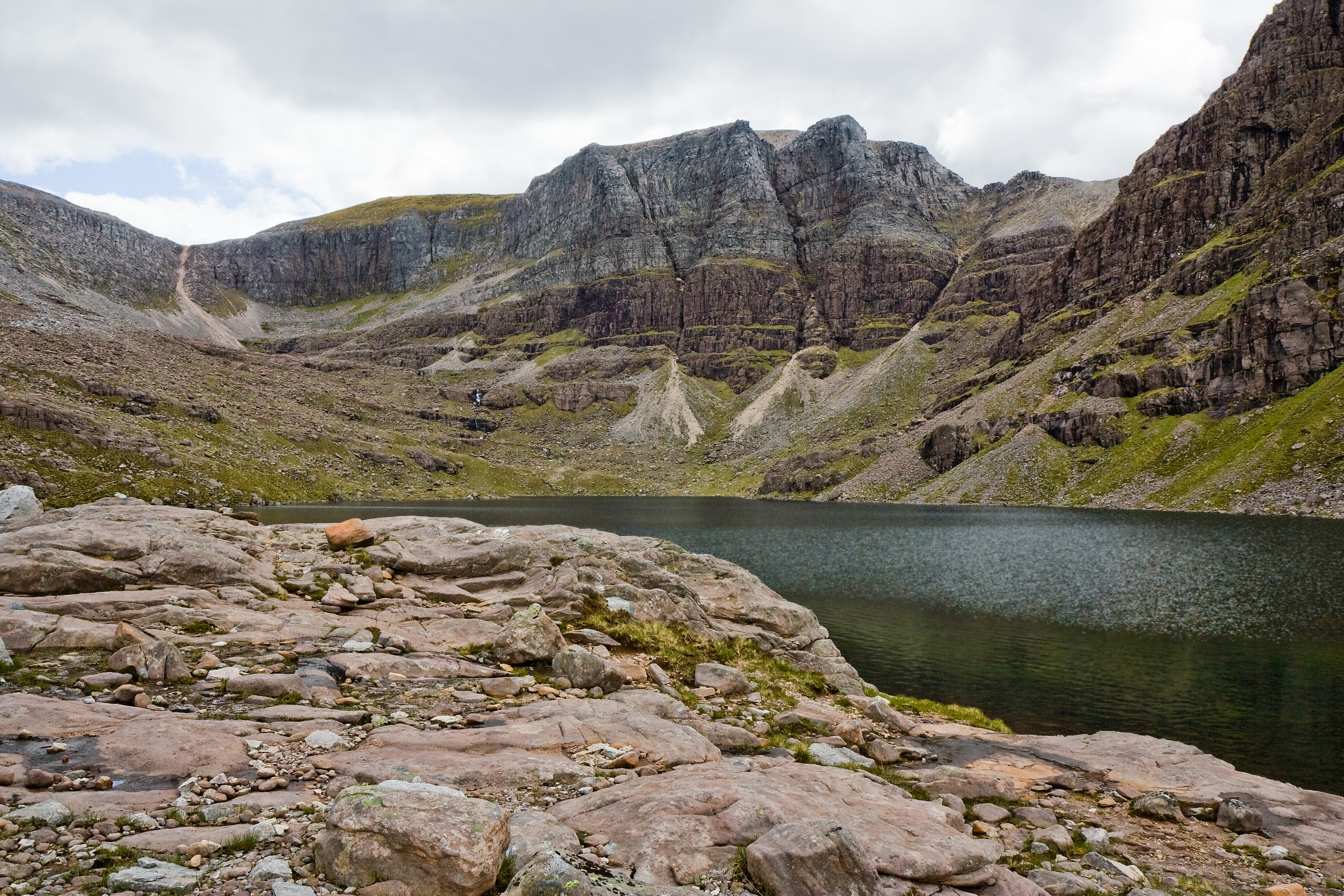
El triple contrafort de Coire Mhic Fearchair
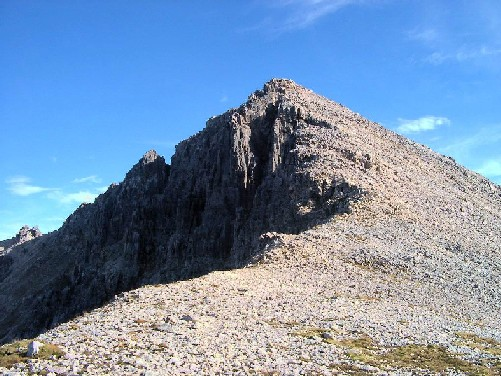
El cim del Beinn Eighe